# Speocera transleuser
Speocera transleuser là một loài nhện trong họ Ochyroceratidae. Loài này phân bố ở Sumatra.